# Temporada 1948-49 de los Washington Capitols
La Temporada 1948-49 fue la tercera de los Washington Capitols en la BAA. La temporada regular acabó con 38 victorias y 22 derrotas,alcanzando los playoffs en los que llegarían a las finales en las que fueron derrotados por los Minneapolis Lakers.

## Temporada regular
| # | División Este           | División Este | División Este | División Este | División Este |
| # | Equipo                  | G             | P             | %             | PD            |
| - | ----------------------- | ------------- | ------------- | ------------- | ------------- |
| 1 | x-Washington Capitols   | 38            | 22            | .633          | –             |
| 2 | x-New York Knicks       | 32            | 28            | .533          | 6             |
| 3 | x-Baltimore Bullets     | 29            | 31            | .483          | 9             |
| 4 | x-Philadelphia Warriors | 28            | 32            | .467          | 10            |
| 5 | Boston Celtics          | 25            | 35            | .417          | 13            |
| 6 | Providence Steamrollers | 12            | 48            | .200          | 26            |

## Playoffs

### Semifinales de División
Washington Capitols - Philadelphia Warriors
| Fecha       | Partido                                          | Ciudad     |
| ----------- | ------------------------------------------------ | ---------- |
| 23 de marzo | Washington Capitols 92, Philadelphia Warriors 70 | Filadelfia |
| 24 de marzo | Philadelphia Warriors 78, Washington Capitols 80 | Washington |
|             | Washington gana las series 2-0                   |            |

### Finales de División
Washington Capitols - New York Knicks
| Fecha       | Partido                                         | Ciudad           |
| ----------- | ----------------------------------------------- | ---------------- |
| 29 de marzo | New York Knicks 71, Washington Capitols 77      | Washington D. C. |
| 31 de marzo | Washington Capitols 84, New York Knicks 86 (OT) | Nueva York       |
| 2 de abril  | New York Knicks 76, Washington Capitols 84      | Washington D. C. |
|             | Washington gana las series 2-1                  |                  |

### Finales de la BAA
Washington Capitols - Minneapolis Lakers
| Fecha       | Partido                                       | Ciudad           |
| ----------- | --------------------------------------------- | ---------------- |
| 4 de abril  | Washington Capitols 84, Minneapolis Lakers 88 | Minneapolis      |
| 6 de abril  | Washington Capitols 62, Minneapolis Lakers 76 | Minneapolis      |
| 8 de abril  | Minneapolis Lakers 94, Washington Capitols 74 | Washington D. C. |
| 9 de abril  | Minneapolis Lakers 71, Washington Capitols 83 | Washington D. C. |
| 11 de abril | Minneapolis Lakers 66, Washington Capitols 74 | Washington D. C. |
| 13 de abril | Washington Capitols 56, Minneapolis Lakers 77 | St. Paul         |
|             | Minneapolis gana las Finales 4-2              |                  |

## Estadísticas
| Rk | Jugador          | Edad | P  | PT | MP | TC  | TCI  | %TC  | 3P | 3PI | %3P | TL  | TLI | %TL  | RO | RD | RT | AS  | RB | TAP | BP | FP  | PTS  |
| 1  | Bob Feerick      | 29   | 58 |    |    | 4.3 | 12.2 | .350 |    |     |     | 4.4 | 5.1 | .859 |    |    |    | 3.2 |    |     |    | 2.9 | 13.0 |
| 2  | Bones McKinney   | 30   | 57 |    |    | 4.6 | 14.1 | .328 |    |     |     | 3.5 | 4.9 | .706 |    |    |    | 2.0 |    |     |    | 3.8 | 12.7 |
| 3  | Kleggie Hermsen  | 25   | 60 |    |    | 4.1 | 13.2 | .312 |    |     |     | 3.5 | 5.2 | .682 |    |    |    | 1.7 |    |     |    | 4.3 | 11.8 |
| 4  | Jack Nichols     | 22   | 34 |    |    | 4.5 | 11.5 | .390 |    |     |     | 2.7 | 3.7 | .730 |    |    |    | 1.6 |    |     |    | 3.5 | 11.7 |
| 5  | Fred Scolari     | 26   | 48 |    |    | 4.1 | 13.2 | .310 |    |     |     | 3.0 | 3.8 | .798 |    |    |    | 2.1 |    |     |    | 3.1 | 11.2 |
| 6  | Johnny Norlander | 27   | 60 |    |    | 2.7 | 7.6  | .361 |    |     |     | 1.9 | 2.9 | .678 |    |    |    | 1.4 |    |     |    | 2.1 | 7.4  |
| 7  | Sonny Hertzberg  | 26   | 60 |    |    | 2.6 | 9.0  | .285 |    |     |     | 2.2 | 2.7 | .817 |    |    |    | 1.9 |    |     |    | 2.3 | 7.4  |
| 8  | Matt Zunic       | 29   | 56 |    |    | 1.8 | 5.8  | .303 |    |     |     | 1.4 | 1.9 | .706 |    |    |    | 0.9 |    |     |    | 3.3 | 4.9  |
| 9  | Leo Katkaveck    | 25   | 53 |    |    | 1.6 | 4.8  | .332 |    |     |     | 1.0 | 1.3 | .746 |    |    |    | 1.3 |    |     |    | 2.1 | 4.2  |
| 10 | Dick Schulz      | 32   | 50 |    |    | 1.3 | 5.6  | .234 |    |     |     | 1.3 | 1.8 | .714 |    |    |    | 1.1 |    |     |    | 2.1 | 3.9  |
| 11 | Dick O'Keefe     | 25   | 50 |    |    | 1.4 | 5.5  | .255 |    |     |     | 1.0 | 2.0 | .515 |    |    |    | 0.9 |    |     |    | 2.4 | 3.8  |
| 12 | Jack Toomay      | 26   | 13 |    |    | 0.6 | 1.6  | .381 |    |     |     | 0.7 | 0.9 | .750 |    |    |    | 0.1 |    |     |    | 1.2 | 1.9  |

## Galardones y récords
| Jugador     | Galardón                    |
| Bob Feerick | 2º Mejor quinteto de la BAA |